# エレクトロ・ワールド
「エレクトロ・ワールド」は、日本のテクノポップユニット・Perfumeの3rdシングル。2006年6月28日に徳間ジャパンコミュニケーションズから発売された。規格品番はTKCA-73017。

## 解説
メジャーデビューシングルの『リニアモーターガール』、第2弾の『コンピューターシティ』から続いた、通称「近未来三部作」の完結版となった『エレクトロ・ワールド』。
Youtubeにはエレクトロ・ワールドの3番目の歌詞や歌い出しに違いがある別バージョンが存在する。
カップリング曲の『wonder2』は、アルバム「Perfume〜Complete Best〜」にはラストトラックとして収録されている他、ライブではアンコールで歌われることが多い。
なお、ライブで用いられるエレクトロ・ワールドの音源は冒頭の入り方などが異なっている場合がある。
初回盤のみ、特典としてオリジナルトレーディングカード付属。
- 「Perfume ～Complete Best～」初回限定盤と同時購入し、封入されている応募券を送付すると、「マジカル☆トークCD」という3人のトークCDが抽選で各100名ずつ当たることになっていたが、当選したという声が聞かれない。

## 収録曲
全曲、作詞・作曲・編曲は中田ヤスタカ。
1.エレクトロ・ワールド ［3:54］
BPM140で制作され、1.0293倍速されて収録されている（BPM144.102）。
2. wonder2 ［3:40］
BPM124で制作され、1.0293倍速されて収録されている（BPM127.6332）。